# Гленсајд (Пенсилванија)
Гленсајд (енгл. Glenside) насељено је место без административног статуса у америчкој савезној држави Пенсилванија.

## Демографија
По попису из 2010. године број становника је 8.384, што је 470 (5,9%) становника више него 2000. године.
| Група             | 2000.         | 2010.         |
| Белци             | 6.955 (87,9%) | 7.163 (85,4%) |
| Афроамериканци    | 527 (6,7%)    | 606 (7,2%)    |
| Азијати           | 239 (3,0%)    | 231 (2,8%)    |
| Хиспаноамериканци | 114 (1,4%)    | 242 (2,9%)    |
| Укупно            | 7.914         | 8.384         |